# Steingrímur Jóhann Sigfússon
Steingrímur Jóhann Sigfússon (nascido em 4 de agosto de 1955) é um político islandês e o presidente do Parlamento islandês (2016-2017; 2017-2021). Ele é membro do Althing (parlamento islandês) desde 1983 e foi o presidente fundador do Movimento Esquerda-Verde (Vinstri hreyfingin - grænt framboð ) de 1999 até 2013. Ele foi Ministro da Agricultura e Comunicações de 1988 a 1991. Ele se tornou Ministro das Finanças em 2009. Em 2011 assumiu os cargos de Ministro das Pescas e Agricultura e Ministro dos Assuntos Económicos .
Steingrímur nasceu em Gunnarsstaðir, uma grande fazenda de ovelhas entre Garður e Þórshöfn, na região de Þistilfjörður  no nordeste da Islândia (município de Svalbarðshreppur). Durante sua juventude, ele era um ávido esportista, tanto de atletismo quanto de vôlei. Em 16 de janeiro de 2006, Steingrímur foi ferido em um acidente de carro não muito longe de Blönduós, Islândia, mas depois se recuperou.
Ele apoiou o fim da presença militar dos EUA na Islândia, mas acreditava que a própria Islândia deveria ter tomado a iniciativa de acabar com essa presença. Desde setembro de 2006, quando forças norte-americanas deixaram a Base Aérea Naval de Keflavik, ele se opôs a qualquer possível desenvolvimento de um exército islandês que considerasse a necessidade de forças armadas do país praticamente inexistente. Ele acredita que instituições civis como a polícia e a guarda costeira devem ser organizadas para fornecer a proteção necessária no caso improvável de uma grande perturbação.
Em novembro de 2006 publicou o livro Við öll - Íslenskt velferðarsamfélag á tímamótum ("Todos nós - Sociedade de Bem-estar Islandesa na Crossroads"), apresentando sua ideologia política.